# Loïc Négo
Loïc Négo (* 15. Januar 1991 in Paris) ist ein ungarisch-französischer Fußballspieler. Er steht beim französischen Erstligisten Le Havre AC unter Vertrag und läuft für die ungarische Nationalmannschaft auf.

## Karriere

### Verein
Der aus Frankreich stammende Rechtsaußenverteidiger, dessen Wurzeln in Guadeloupe liegen, wurde in Paris geboren und begann mit dem Fußballspielen im Pariser Ballungsraum in Garges-lès-Gonesse, bevor er über einen Verein in Le Bourget, 6 Kilometer von seiner bisherigen Wirkungsstätte entfernt, im Nachwuchsleistungszentrum des FC Nantes in der Region Pays de la Loire landete. 2011 landete Loïc Négo bei der AS Rom in der Serie A in Italien, wo er sich allerdings nicht durchsetzen konnte. Daher wurde er Ende Januar 2013 nach Belgien zu Standard Lüttich verliehen. Auch dort konnte sich Négo keinen Stammplatz erkämpfen, woraufhin er wieder bei der Roma landete. Im September 2013 verließ Loïc Négo endgültig Italien und wechselte nach Ungarn zu Újpest FC, wo er allerdings wenig gespielt hatte, die wenigen Einsätze absolvierte er allerdings über die volle Spielzeit. Nach wenigen Monaten in Ungarn zog es ihn nach England zum Zweitligisten Charlton Athletic. Dort blieb ihm ein Stammplatz verwehrt, woraufhin Négo im August an seinen ehemaligen Verein Újpest FC verliehen wurde. Dort erkämpfte er sich einen Stammplatz, eine Festverpflichtung erfolgte allerdings nicht. Daraufhin kehrte Loïc Négo zunächst zu Charlton Athletic zurück, verließ England allerdings Ende August 2015 endgültig, um sich dem Videoton FC, dem Ligakonkurrenten von Újpest FC, anzuschließen. Schnell erkämpfte er sich einen Stammplatz und gewann mit dem Verein, der sich zunächst 2018 in MOL Vidi und ein Jahr später in MOL Fehérvár umbenannte, 2018 die ungarische Meisterschaft und ein Jahr später den ungarischen Pokal. Mit ihnen spielte Négo in der Saison 2018/19 auch in der UEFA Europa League, wo sein Verein allerdings nach der Gruppenphase ausschied. Im Sommer 2023 verließ der Spieler den ungarischen Verein nach acht Jahren und schloss sich dem französischen Aufsteiger Le Havre AC an.

### Nationalmannschaft
Loïc Négo lief von 2009 bis 2010 für die französische U19-Nationalmannschaft auf und gewann mit ihnen die U-19-Fußball-Europameisterschaft 2010 auf heimischem Boden. Danach lief er von 2010 bis 2011 für die französische U20-Auswahl auf und nahm mit ihr an der U-20-Fußball-Weltmeisterschaft 2011 in Kolumbien teil. Im Februar 2019 erhielt Négo per Einbürgerung die ungarische Staatsbürgerschaft und debütierte im Oktober 2020 in der ungarischen Nationalmannschaft, als er beim 3:1-Sieg in Sofia im Play-off-Halbfinale um die Teilnahme an der Fußball-Europameisterschaft 2021 gegen Bulgarien eingewechselt wurde. Im Finale in Budapest gegen Island schoss er in der 88. Minute – vier Minuten nach seiner Einwechslung – den Treffer zum 1:1 und trug somit zum 2:1-Sieg, der gleichbedeutend mit der Qualifikation war, bei. Im Mai 2021 nominierte Marco Rossi, Trainer der ungarischen Nationalmannschaft, Loïc Négo für den Kader der Magyaren für die Europameisterschaft im Sommer selben Jahres, kam aber mit diesem nicht über die Gruppenphase hinaus.